# Trypanosoma cruzi
Trypanosoma cruzi é um protozoário flagelado unicelular da família Trypanosomatidae. É o agente etiológico da doença de Chagas.

## Descoberta, nomenclatura e taxonomia
A espécie foi descrita em 1909 pelo médico brasileiro Carlos Ribeiro Justiniano Chagas, como Trypanosoma cruzi. O epíteto específico homenageia o médico epidemiologista Oswaldo Gonçalves Cruz . No mesmo ano, Chagas recombinou-a em um novo gênero, o Schizotrypanum, após reconhecer particularidades biológicas no ciclo reprodutivo que a diferenciava das demais espécies do gênero Trypanosoma. Em 1912, Delanoë e Delanoë descrevem o parasita Pneumocystis carinii, demonstrando que as particularidades do ciclo reprodutivo observadas por Chagas eram na verdade de um outro parasita, fazendo com que Chagas retomasse o uso de Trypanosoma cruzi.
Dentro do gênero Trypanosoma, a espécie está classificada na seção Stercoraria e no subgênero Schizotrypanum. T. cruzi é politípico, com duas subespécies reconhecidas: Trypanosoma cruzi cruzi, agente da doença de Chagas, e o Trypanosoma cruzi marinkellei, encontrado apenas em morcegos no Continente americano.

## Distribuição geográfica
O T. cruzi ocorre naturalmente do sul dos Estados Unidos até a Argentina, sendo relativamente incomum na bacia amazônica.

## Morfologia

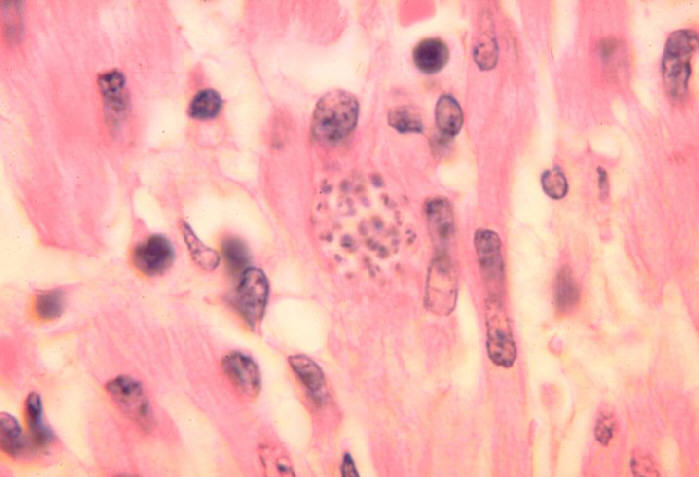
Formas amastigotas em um coração de macaco.

O T. cruzi é um protozoário unicelular e parasita obrigatório. Possui um único flagelo e uma única mitocôndria, alongada e terminada num cinetoplasto, que contêm o DNA mitocondrial. Apresenta alternância de formas celulares durante seu ciclo biológico, sendo as principais: tripomastigota, forma em formato de C e flagelada; epimastigota, forma flagelada encontrada apenas no vetor, com capacidade reprodutiva; e amastigota, forma intracelular, sem flagelo, encontrada no hospedeiro vertebrado com capacidade reprodutiva. É um protozoário pequeno medindo cerca de 16.3 - 21.8 μm de comprimento, incluindo o flagelo, na sua forma tripomastigota.

## Biologia
A espécie possui um ciclo evolutivo heteroxênico, com hospedeiros vertebrados e invertebrados. Em função desse ciclo digenético, Trypanosoma cruzi desenvolveu mecanismos adaptativos que permitem que o parasita sobreviva às diversas mudanças físico-químicas na passagem de um hospesdeiro para outro.
Os hospedeiros invertebrados são insetos da subfamília Triatominae, distribuída por todo o continente americano. Mais de 72 espécies foram encontradas com infecção natural por Trypanosoma cruzi, e outras 10 foram infectadas experimentalmente. As espécies dos gêneros Triatoma, Rhodnius e Panstrongylus estão entre os principais vetores envolvidos na transmissão do T. cruzi. Especificamente, cinco espécies são consideradas as mais notórias na transmissão da doença de Chagas, pela capacidade de colonizar e adaptar-se às habitações humanas, são elas: Triatoma infestans, Triatoma brasiliensis, Triatoma dimidiata, Panstrongylus megistus e Rhodnius prolixus.
Ao contrário das  outras espécies do subgênero Schizotrypanum, o T. cruzi tem um amplo espectro de hospedeiros, sendo reportada a infecção em mais de 150 espécies de mamíferos. Todos os mamíferos são considerados susceptíveis à infecção, enquanto aves e répteis aparentemente não são susceptíveis. Marsupiais e tatus são os reservatórios silvestres mais importantes, enquanto cães, gatos, ratos e camundongos atuam como reservatórios domésticos. As taxas de prevalência do T. cruzi em outros animais domésticos, como porcos, cavalos, bois e cabras, são geralmente muito baixas.

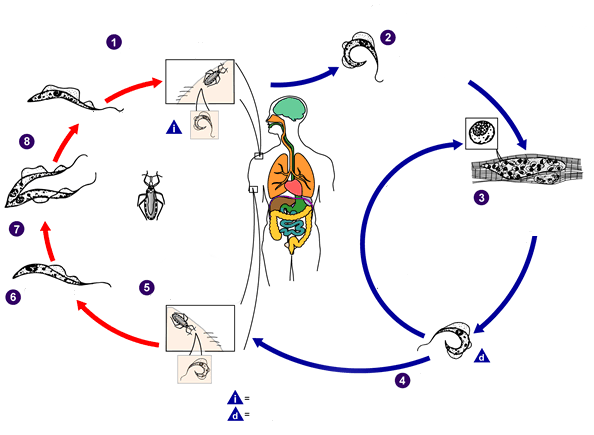
Ciclo evolutivo: 1 Um inseto vetor triatomíneo infectado ao alimenta-se de sangue, elimina pelas fezes, tripomastigotas próximo do local da picada. Os tripomastigotas entram no hospedeiro através do ferimento da picada ou por mucosas intactas. 2 Dentro do hospedeiro, os tripomastigotas invadem células próximas ao ponto de entrada onde diferenciam-se nas formas intracelulares, os amastigotas. 3 Os amastigotas multiplicam-se por divisão binária. 4 Então diferenciam-se em tripomastigotas e são liberados na circulação sanguínea. Os tripomastigotas infectam células de uma grande variedade de tecidos e transformam-se em amastigotas intracelulares, num ciclo infectante contínuo. 5 O triatomíneo infecta-se ao ingerir sangue de um hospedeiro vertebrado contendo parasitas circulantes. 6 Os tripomastigotas ingeridos transformam-se em epimastigotas no intestino médio do vetor. 7 Multiplicando-se por divisão binária. 8 No intestino posterior o parasita se diferencia na forma infectante, o tripomastigota metacíclico.

## Genética
T. cruzi está dividido em dois grandes grupos: T. cruzi I e T. cruzi II. Este último por sua vez se divide em cinco grupos menores: T. cruzi IIa, IIb, IIc, IId e IIe. T. cruzi II está mais associado aos casos crônicos a doença de Chagas, especialmente no cone sul da América do Sul. O consenso mais recente divide intraespecificamente em seis grupos gerais:  TcI, TcII, TcIII, TcIV, TcV e TcVI. Cada grupo é predominante em regiões diferentes da América, sendo que a patogenicidade em humanos e a relação com cada grupo depende da região em que determinado isolado foi encontrado.